# Azriel Hildesheimer
Pour les articles homonymes, voir Hildesheimer.
Azriel (Israel) Hildesheimer appelé également Hildesheimer de Eisenstadt est un rabbin né le 11 mai 1820 à Halberstadt et mort le 12 juillet 1899 à Berlin en Allemagne.

## Biographie
Il est le fils du maître réputé Loeb G. (Yehudah) Hildesheimer, natif de Hildesheim, une petite ville près de Hanovre.
Après avoir été admis dès dix-sept ans à la yechiva du rabbin Jacob Ettlinger, le Aruch Laner d'Altona, il est diplômé d'études universitaires de Wurzbourg en philosophie et langues sémitiques. En 1840, il suit des cours à l'Université de Berlin, étudiant les langues orientales, la philosophie, l'histoire et les mathématiques. Il est reçu docteur à l'Université de Halle en 1844.
Puis il retourne à Halberstadt et est nommé en 1851, rabbin d'Eisenstadt dans l'empire austro-hongrois où il crée une yechiva. Eisenstadt était la principale ville des Sheva Kehilos (Sept Communautés).

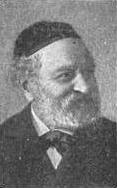
Hildesheimer, avant 1899

En 1861, il reçoit une offre du Ksav Sofer de venir à Pressburg (Bratislava) et de servir comme rabbin à ses côtés, mais il n'accepte pas cette offre.
En 1869 il devient rabbin à Berlin. Il y crée une école juive et une yechiva. Il crée le Séminaire rabbinique Hildesheimer en 1873. Il devient le fondateur et le leader de la communauté Adas Yisrael.

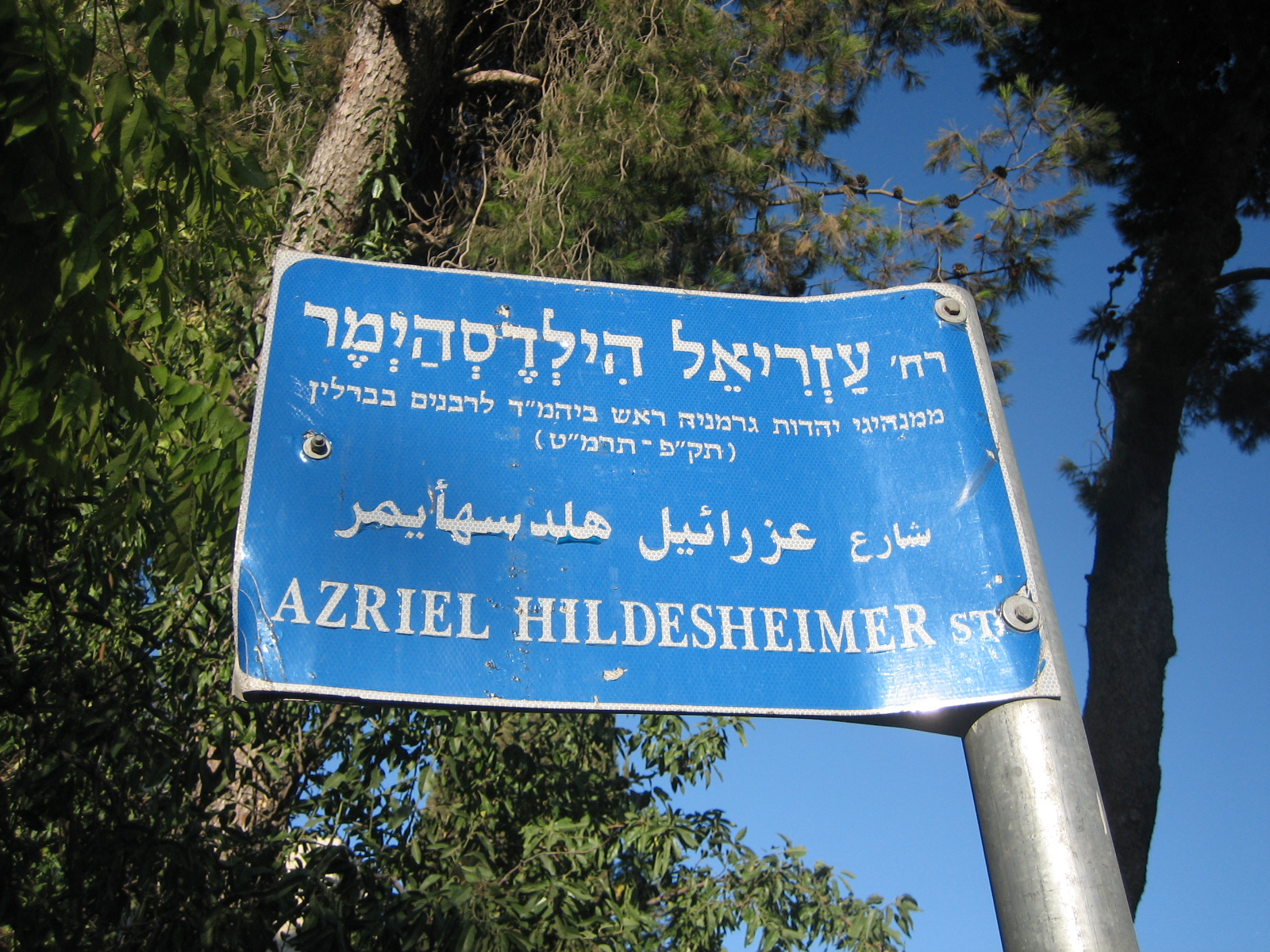
Rue à son nom à Jérusalem

Il veut concilier le judaïsme traditionnel et la culture moderne et lutte contre le mouvement réformé d'Abraham Geiger dont le travail avait touché tous les domaines de la Wissenschaft des Judentums.
Comme il était financièrement indépendant, il n'accepta jamais de salaire. Il était un philanthrope qui n'hésita pas à voyager pour aider ceux qui avaient besoin d'aide, en Allemagne, Autriche, Russie et même en Abyssinie et en Perse. Il finança des maisons à Jérusalem pour les pèlerins juifs et les pauvres.
Il est décédé à Berlin en 1899 (4 Tammouz 5659). Il est enterré au cimetière Aadass Yisroel de Berlin.

## Œuvres
- (he) She'eilos U'Teshuvos Rav Azriel
- (he) Chiddushei Rav Azriel